# Orthocladius severini
Orthocladius severini är en tvåvingeart som först beskrevs av Maurice Emile Marie Goetghebuer 1939.  Orthocladius severini ingår i släktet Orthocladius och familjen fjädermyggor.
Artens utbredningsområde är Belgien. Inga underarter finns listade i Catalogue of Life.